# Concert du nouvel an 1957 à Vienne
Le concert du nouvel an 1957 de l'orchestre philharmonique de Vienne, qui a ieu le 1er janvier 1957, est le 17e concert du nouvel an donné au Musikverein, à Vienne, en Autriche. Il est dirigé pour la 3e fois consécutive par le chef d'orchestre autrichien Willi Boskovsky.
Johann Strauss II y est toujours le compositeur principal, mais son frère Josef ouvre le concert avec cinq pièces.
Pour la deuxième année consécutive, aucune pièce nouvelle n'est interprétée au concert du nouvel an.

## Programme
1. Josef Strauss : Mein Lebenslauf ist Lieb' und Lust, valse, op. 263
2. Josef Strauss : Moulinet-Polka, polka française, op. 57
3. Josef Strauss : Delirien-Walzer, valse, op. 212
4. Josef Strauss : Eingesendet, polka rapide, op. 240
5. Josef Strauss : Frauenherz (en), polka-mazurka, op.166
6. Johann Strauss II : Voix du printemps, valse, op. 410
7. Johann Strauss II : Éljen a Magyar!, polka rapide, op. 332
8. Johann Strauss II : ouverture de l'opérette Waldmeister
9. Johann Strauss II et Josef Strauss : Pizzicato-Polka, polka
10. Johann Strauss II : Histoires de la forêt viennoise, valse, op. 325
11. Johann Strauss II : Auf der Jagd, polka rapide, op. 373
12. Johann Strauss II : Perpetuum mobile. Ein musikalischer Scherz, scherzo, op. 257

Les compositeurs joués
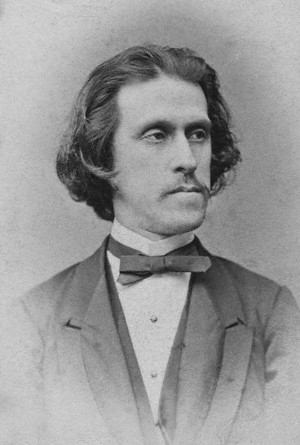
Josef Strauss
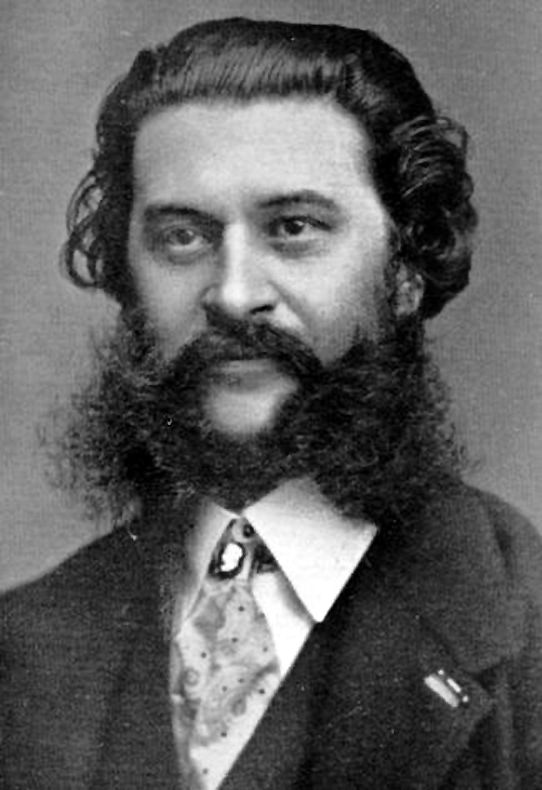
Johann Strauss (fils)